# Saint-Offenge
Saint-Offenge és un municipi nou francès, creat l'1 de gener de 2015, situat al departament de la Savoia i a la regió d'Alvèrnia-Roine-Alps. El 2015 tenia 980 habitants.
Aquest municipi nou resulta de la fusió dels antics municipis Saint-Offenge-Dessous i Saint-Offenge-Dessus. L'ajuntament nou va decidir no crear cap municipi delegat.